# Dacnusa cingulator
Dacnusa cingulator är en stekelart som först beskrevs av Christian Gottfried Daniel Nees von Esenbeck 1834.  Dacnusa cingulator ingår i släktet Dacnusa och familjen bracksteklar. Arten är reproducerande i Sverige. Inga underarter finns listade i Catalogue of Life.